# Purpurine
Purpurine (1,2,4-trihydroxyanthrachinon, molecuulformule C14H8O5) is een rode kleurstof die net als alizarine gewonnen kan worden uit de meekrapwortel. De teelt van meekrap verdween vanaf 1870 toen alizarine via chemische weg ook geproduceerd kon worden uit koolteer.
In 2012 verscheen een artikel in Scientific Reports over mogelijke toepassing van purpurine als organische kathode in lithiumbatterijen ter vervanging van kobalt. Onderzoek wordt nog verricht naar een organische stof die kan dienen als anode. De winning van kobalt kost veel energie, is belastend voor het milieu en geschiedt veelal onder zeer slechte arbeidsomstandigheden. Mocht er ook een organische anode gevonden worden voor lithiumaccu's dan kan meekrap weer een relevant gewas worden voor de bio-economie.